# 니코 (가수)
니코(독일어: Nico, 1938년 10월 16일 ~ 1988년 7월 18일) 또는 본명인 크리스타 페프겐(독일어: Christa Päffgen)은 독일의 싱어송라이터, 모델, 배우이다. 1960년대 앤디 워홀이 구축한 예술인 파벌인 앤디 워홀 슈퍼스타로 활동하여 유명해졌다. 또한 1967년 발표된 벨벳 언더그라운드의 데뷔 음반인 《The Velvet Underground & Nico》에서의 보컬 참여와 솔로 가수 활동으로도 알려져 있다. 니코는 페데리코 펠리니의 《달콤한 인생》(1960), 앤디 워홀의 《첼시 걸즈》(1966) 등의 영화에도 출연한 경력이 있다.

## 어린 시절
니코는 독일 쾰른에서 빌헬름과 마르가레테 "그레테" 페프겐의 딸로 태어났다. 그녀가 두 살이 되었을 때 어머니와 할아버지는 제2차 세계 대전의 공습을 피해 베를린 밖의 스프리왈드 포레스트로 이사했다. 아버지인 헤르만은 쾰른 양조업체를 운영하는 가족 사이에서 태어나 전쟁 때 입대하였고, 두부 손상으로 인한 뇌 손상의 결과 정신병원에서 목숨을 잃었다. 일설에 의하면 그는 강제 수용소에서 사망했다고도 하고, 전쟁 신경증로 인해 시름시름 앓다 죽었다고도 한다.
1946년 어머니와 함께 베를린의 번화가로 이사한 니코는 재봉사로 일했다. 13살까지는 학교를 다녔으나, 이후 백화점인 카우프하우스 데스 베스텐스에서 란제리를 판매하기 시작하다 베를린에서 모델 일을 하게 되었다. 177cm의 키와 뚜렷한 용모, 그리고 부드러운 피부를 가졌던 청소년기 니코는 패션 모델로 유명해졌다. 미국 공군에서 임시 직원으로 일하던 15살의 니코는 미국 병사에게 강간당했다. 병사는 군법회의에 회부되었고, 니코는 그의 유죄를 입증하기에 유리한 증거를 제시했다. 《The End》에 수록된 니코의 노래인 〈Secret Side〉은 이를 간접적으로 언급하고 있다.

## 경력

### 1954–1964: 연기와 모델 활동

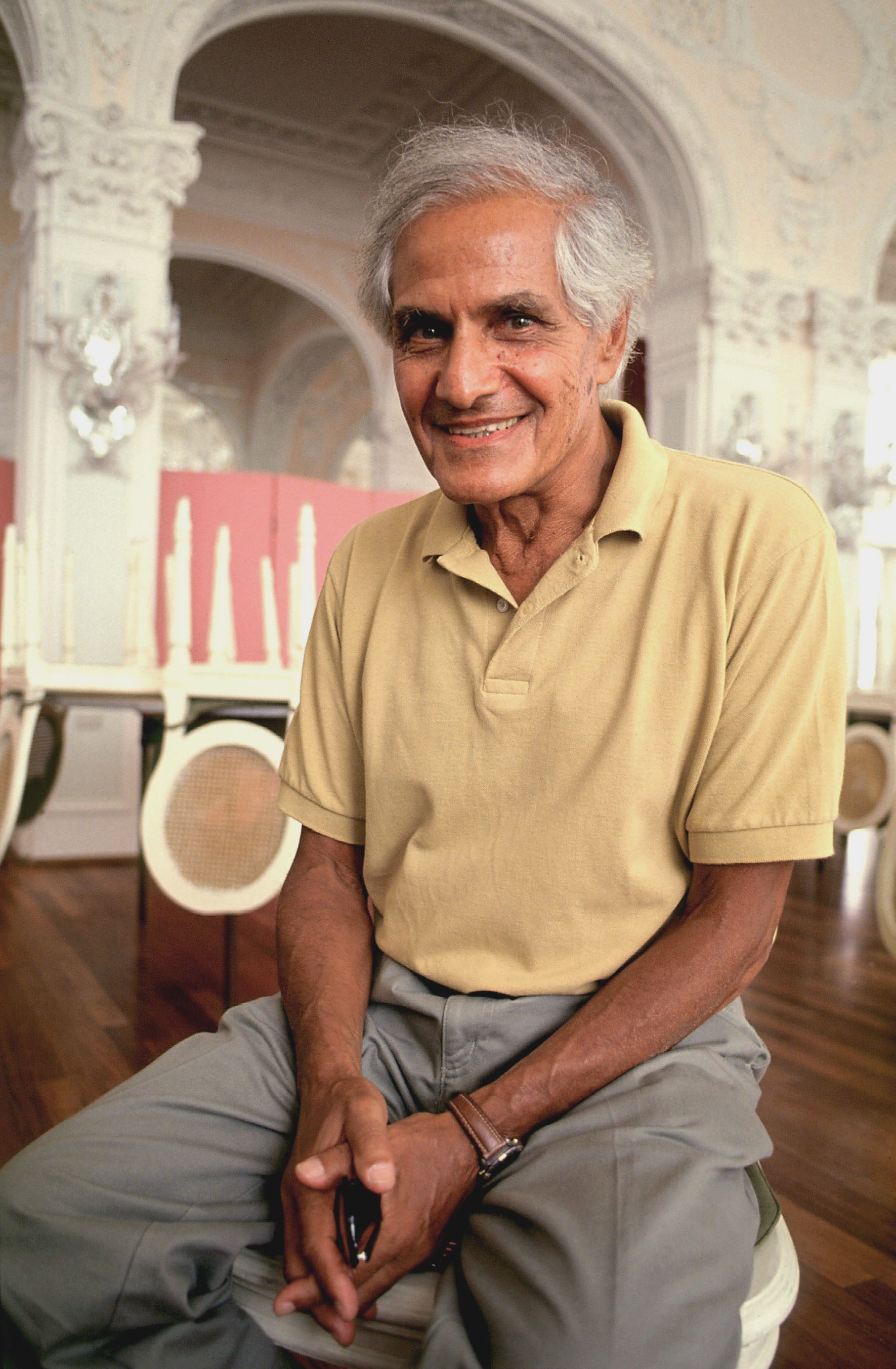
니코라는 이름의 유래가 된 니코스 파파타키스 (1991년)

그녀는 16세에 같은 백화점의 패션 쇼를 준비하던 사진 작가인 허버트 토비아스에 의해 발굴되었다. 허버트는 그녀의 전 남자친구였던 에티오피아 출신의 그리스 감독 니코스 파파타키스의 이름을 따 그녀에게 니코라는 이름을 지어주었고, 그녀는 평생동안 이 이름을 사용했다. 이후 파리로 이주한 니코는 《보그》, 《엘르》를 비롯한 다양한 패션 잡지에서 일하기 시작했다. 17살의 니코는 코코 샤넬과 계약하고 제품을 홍보했으나, 뉴욕으로 피신하고는 일을 버렸다. 여행하는 동안 영어, 스페인어, 프랑스어를 배웠다. 여러 텔레비전 광고에 출연한 그녀는 알베르토 라투아다의 영화 《템페스트》에서 작은 역을 맡았고, 이후에는 루돌프 마테의 《For the First Time》에 마리오 란자와 함께 출연하기도 했다. 1959년 페데리코 펠리니 감독의 영화 《달콤한 인생》 세트장에 초대된 니코는 그의 관심을 사로잡았고, 감독은 그녀에게 작은 역을 맡게 했다. 이 즈음 니코는 뉴욕 시에 살면서 리 스트래즈버그의 배우 수업을 받았다.
니코는 재즈 피아노 연주자 빌 에반스의 1962년 음반 《Moon Beams》의 커버 모델로 등장했다. 뉴욕과 파리를 쏘다니면서 니코는 Jacques Poitrenaud의 《스트립 티즈》에 주역으로 등장했다. 세르주 갱스부르가 쓴 타이틀 트랙을 녹음했지만 2001년 컴필레이션 음반 《Le Cinéma de Serge Gainsbourg》까지 미공개 상태였다. 1962년 프랑스의 배우 알랭 들롱 사이에서 나온 것으로 추정된 아들 Christian Aaron "Ari" Päffgen을 낳았다. 들롱은 아들의 아버지임을 항상 부인했다. 아이는 들롱의 부모님에 의해 키워졌으며, 결국 입양하여 그들의 성인 Boulogne을 따르게 되었다. 니코가 처음으로 가수로서 무대에 오른 것은 1963년 12월 뉴욕의 블루 앤젤 나이트클럽이었고, 그녀는 〈My Funny Valentine〉같은 스탠더드 곡을 불렀다.

### 1965–1967: 벨벳 언더그라운드

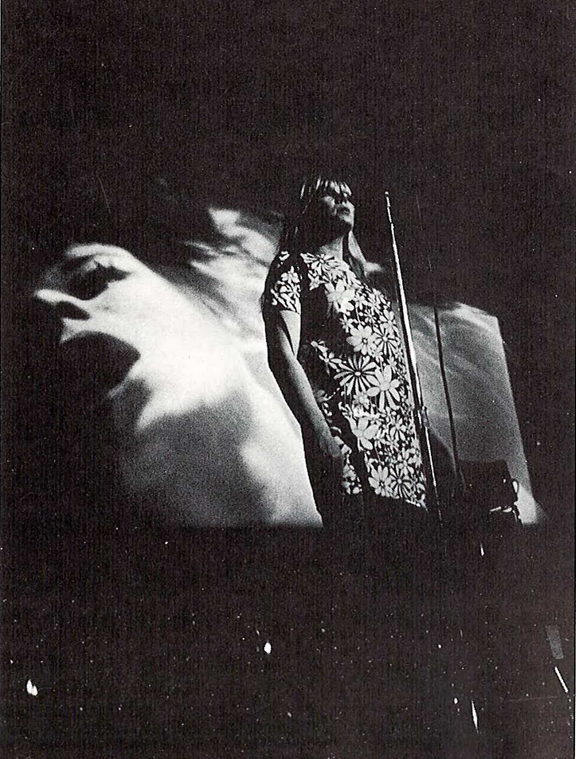
1966년 미시간주 앤 아버에서 열린 앤디 워홀의 익스프로딩 플라스틴 인에비터블에서 공연하는 니코

1965년에 니코는 롤링 스톤스의 기타 연주자였던 브라이언 존스를 만나 자신의 첫 싱글에 수록될 〈I'm Not Sayin'〉과 B 사이드의 〈The Last Mile〉을 녹음했다. 프로듀서로는 지미 페이지가 참여했다. 1967년 여름에 니코는 자신의 노래 〈I'll Keep It with Mine〉를 녹음하여 자신의 첫 음반인 《Chelsea Girl》에 취입했다. 브라이언 존스의 소개로 니코는 뉴욕의 앤디 워홀과 폴 모리세이를 만나 실험 영화를 제작하기 시작했다. 당시 만들어진 영화로는 《첼시 걸즈》, 《더 클로젯》, 《선셋》, 《그리스도를 본받아》 등이 있다.
워홀이 벨벳 언더그라운드의 매니저를 도맡자 그는 그룹에게 니코를 "chanteuse"로서 영입할 것을 제안했고, 그들은 개인적 및 음악적 이유로 이를 마지못해 받아들였다. 그룹은 워홀의 멀티미디어 공연 프로젝트인 '익스플로딩 플라스틱 인에비터블'에서 중심축을 담당하게 되었다. 니코는 밴드의 데뷔 음반인 《The Velvet Underground & Nico》(1967)에서 리드 보컬로 〈Femme Fatale〉, 〈All Tomorrow's Parties〉, 〈I'll Be Your Mirror〉의 세 곡에 참여했으며 〈Sunday Morning〉의 백 보컬을 맡았다. 니코가 밴드에 머무르는 데에는 개인적으로나 음악적으로나 애로 사항이 있었다. 바이올린 주자이자 베이스 주자인 존 케일은, 니코가 드레스 룸에서 오랜 시간 촛불을 밝히는 행운의 의식을 진행하는 동안 공연이 지연되었고, 이는 특히 밴드 멤버인 루 리드의 심기를 건드렸다고 썼다. 니코의 부분적인 청각 장애로 생겨난 음정 이탈은 밴드 멤버의 조롱을 샀다. 《The Velvet Underground & Nico》는 롤링 스톤 선정 역사상 가장 위대한 음반에서 13위에 올랐지만 발표 당시에는 큰 혹평을 받았다.